# Le Roi des Juifs

Le Roi des Juifs, op.95, est une musique de scène d'Alexandre Glazounov. Elle fut composée en 1913 pour le drame religieux du duc Constantin, le petit-fils du tsar Nicolas Ier, peut-être influencé par le Martyre de saint Sébastien de Debussy. Créée avec la pièce en janvier 1914 à l'Hermitage, et jouée souvent lors des tournées de Glazounov en Russie et en Europe, elle rencontra un grand succès avant de tomber dans l'oubli. 
Jugée souvent sévèrement, la partition contient pourtant de très belles pages, en premier lieu son majestueux chœur final, le Psaume des Croyants, dont Glazounov était extrêmement fier. Elle fait alterner interludes orchestraux et chœurs, et possède un caractère particulier, à la fois russe et oriental, rappelant la Rhapsodie orientale du même compositeur. Le Christ, qui n'apparaît pas dans la pièce mais que les acteurs voient sans cesse, est représenté par un thème et des variations qui forment le centre de toute l'œuvre.
1. Introduction et chœur
2. Chant des disciples de Jésus
3. Entr'acte de l'acte II
4. Trompettes des Lévites
5. Acte II: Conclusion
6. Entr'acte de l'acte III, Scène 1
7. Entr'acte de l'acte III, Scène 2
8. Dance syrienne
9. Entr'acte de l'acte IV
10. Chant des bergers
11. Psaume des croyants